# Square Anna-de-Noailles
Le square Anna-de-Noailles est un espace vert du 16e arrondissement de Paris.

## Situation et accès
Le square est situé entre les boulevards des Maréchaux (46 boulevard de l'Amiral-Bruix) et le boulevard périphérique, près de la porte Maillot.
Il est ouvert 24 heures sur 24.
Il est desservi par la ligne 2 à la station Porte Dauphine.

## Origine du nom
Le nom du square fait référence à la poétesse et romancière Anna-Élisabeth de Noailles (1876-1933) qui vécut de 1910 à sa mort en 1933 dans l'arrondissement, au 40, rue Scheffer. Reconnue de son vivant, elle reçut le grand prix de littérature de l’Académie française en 1921 et devient la première femme commandeur de la Légion d'honneur en 1931.

## Historique

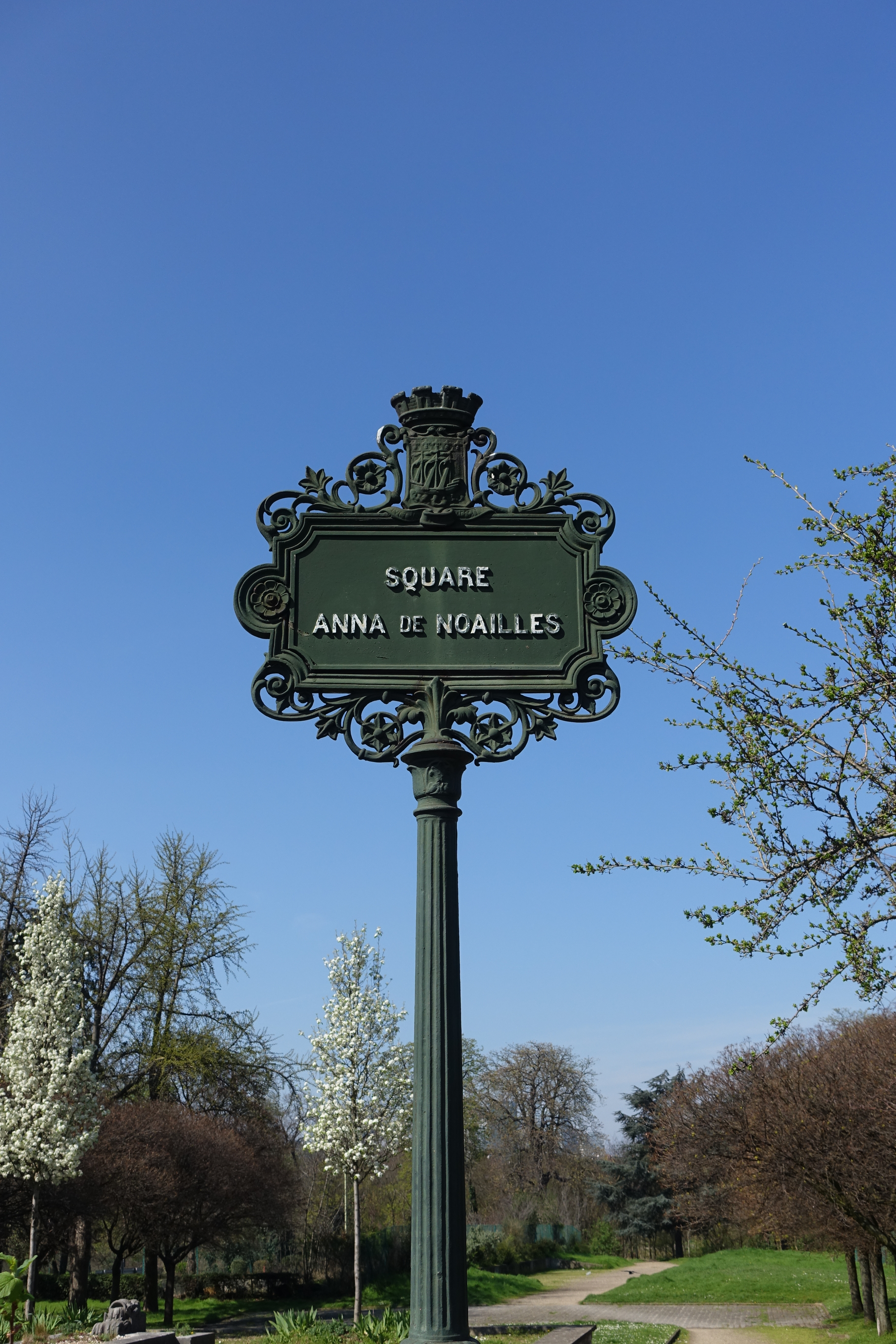
Plaque.

Créé en 1932, ce square s'étend sur 862 m2, ce qui en fait le plus petit de l'arrondissement.
Planté de cèdres de l’Atlantique, de charmes, des cerisiers à fleurs, d'aubépines, d'érables et de pommiers à fleurs, il possède le label ÉcoJardin.
Depuis 1935, le square abrite une fontaine du sculpteur nîmois Marcel Courbier (1898-1976),. Entre 2010 et 2012 les sculptures de la fontaine (qui était hors service depuis plusieurs années) ont été vandalisées et volées en partie. Il n'en reste plus qu'un élément.
En 2013, le square fait l'objet d'un toilettage par le Service des espaces verts de la Ville de Paris. Les restes de la fontaine sont transformés en jardinière. La sculpture volée n'a pas été retrouvée.
Quatre agrès y sont installés. Le square est accessible aux personnes à mobilité réduite. Les chiens y sont admis s'ils sont tenus en laisse.

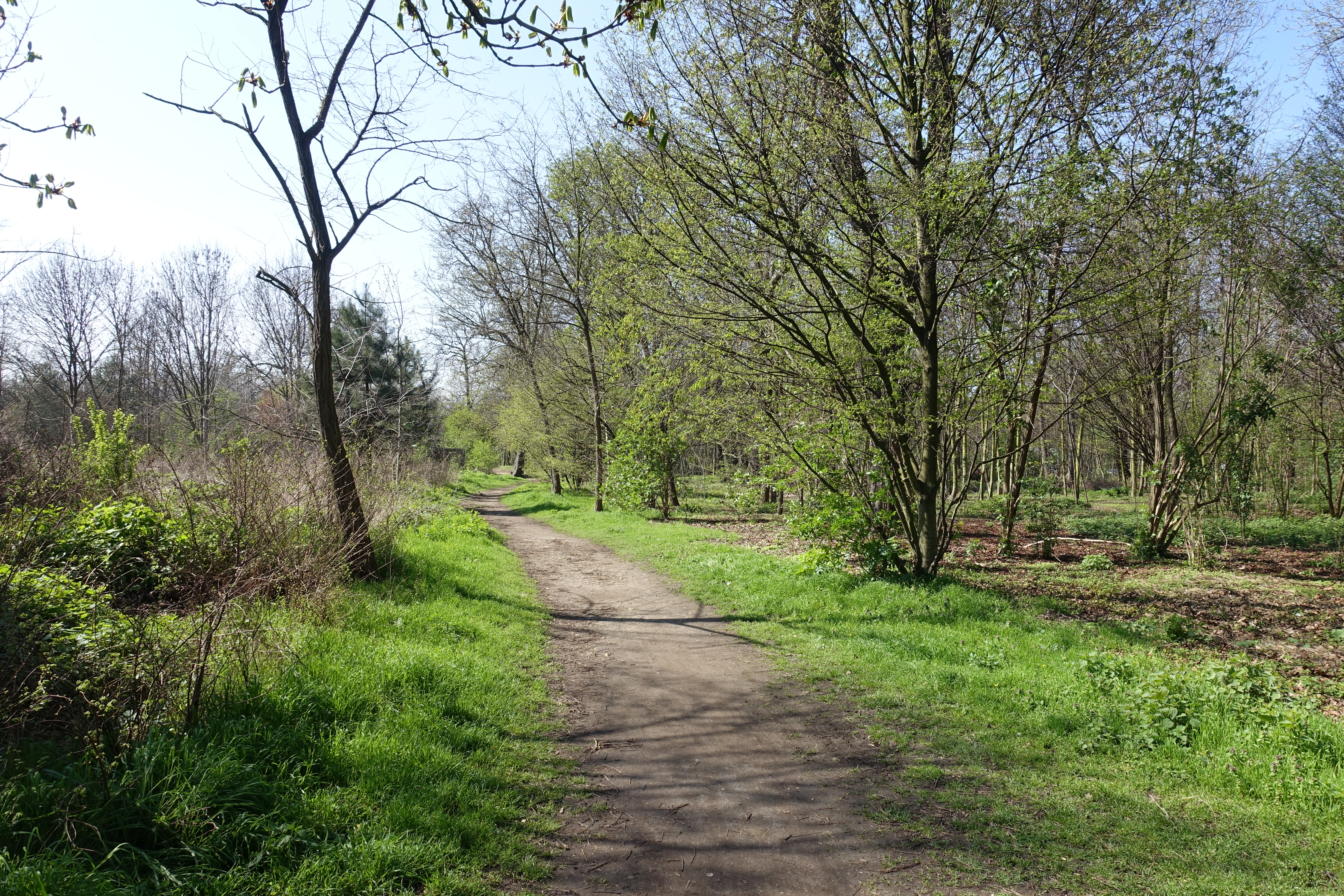
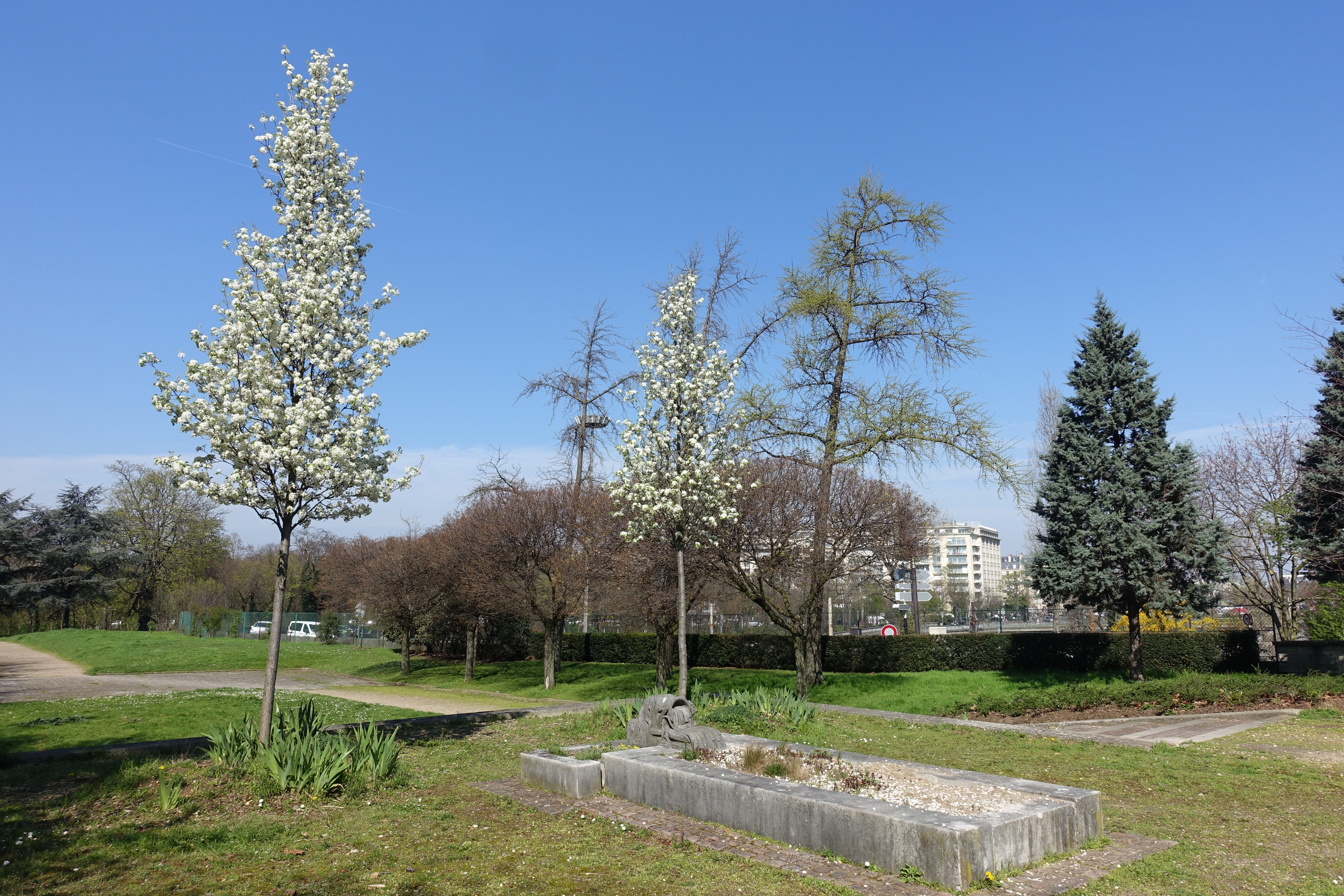
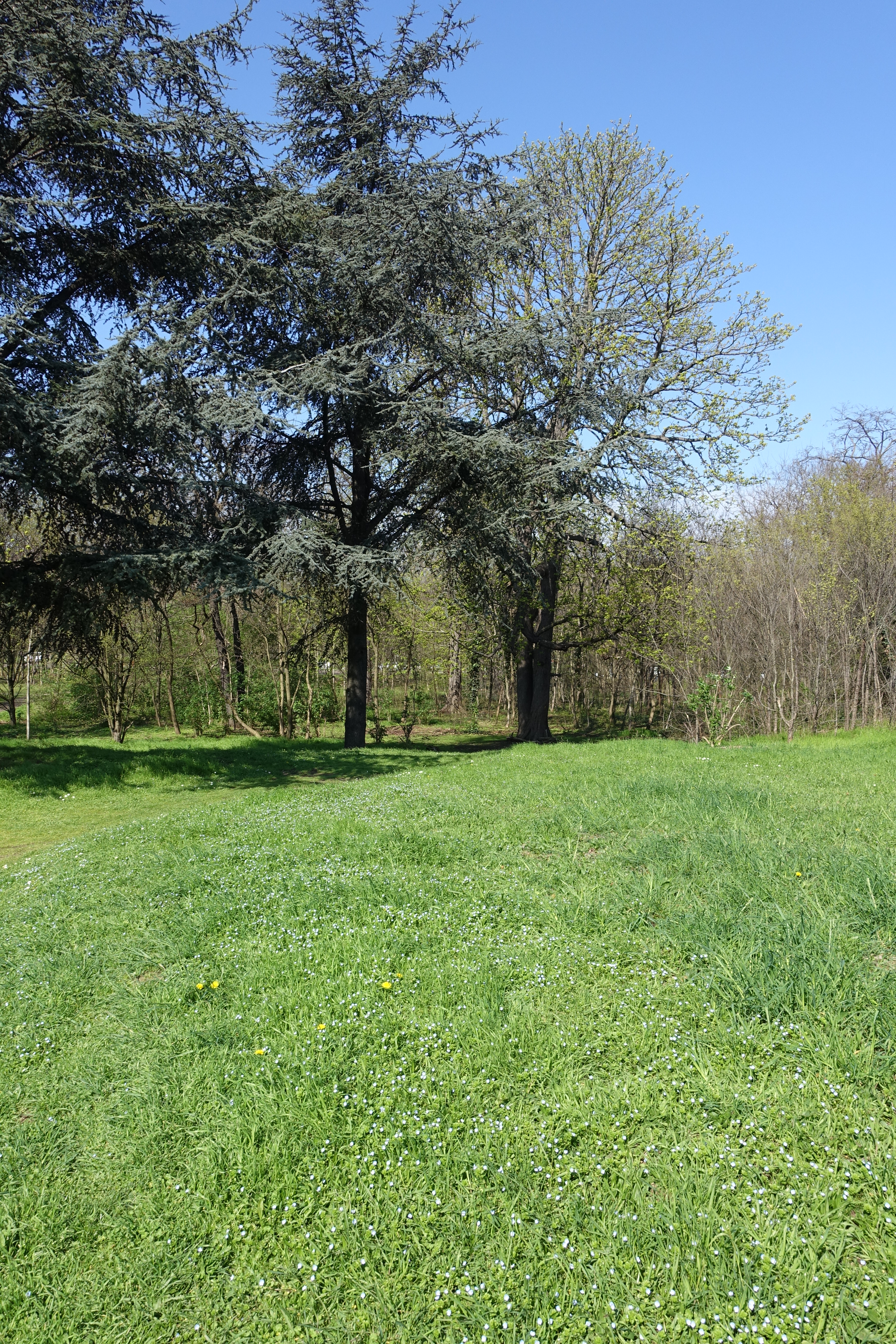